# Горбань, Александр Николаевич
Александр Николаевич Горбань (род. 1952) — учёный российского происхождения, живущий в Великобритании, доктор физико-математических наук, профессор, работает во многих областях фундаментальной и прикладной науки, включая статистическую физику, неравновесную термодинамику, теорию машинного обучения и математическую биологию.
Александр Николаевич Горбань — автор двух десятков книг на русском и английском языках и около 300 научных статей. Основатель новых научных направлений и школ в области физической, химической и биологической кинетики, теории динамических систем и обучаемых нейронных сетей. Организатор нескольких десятков российских и международных конференций. Основатель нескольких физико-математических школ для одарённых детей. Пленарный докладчик  Всемирного Конгресса по Вычислительному Интеллекту (WCCI2020)  IEEE (2020).
В настоящее время работает профессором в Университете Лестера (Великобритания), где заведует Центром Математического Моделирования и кафедрой прикладной математики. Также работает главным научным сотрудником Института Вычислительного Моделирования СО РАН.

## Биография
Александр Николаевич Горбань родился в Омске 19 апреля 1952 г. Отец — ссыльный украинский советский историк и писатель Николай Васильевич Горбань, мать — Дебора Яковлевна Сапожникова — преподаватель литературы (сначала — в Омском пединституте, затем — в школе).
Поступил в Физико-математическую школу при Новосибирском государственном университете (трёхгодичный курс 1965 г.). В 15 лет поступил в Новосибирский государственный университет, но был исключён, так как в январе 1968 г., будучи другом Александра Даниэля (сына осуждённого писателя Юлия Даниэля) и юного опального поэта Вадима Делоне, организовал трёх студентов старших курсов НГУ на политическое выступление против судебного процесса Гинзбурга-Галанскова. Студенты во главе с Александром Горбанем нанесли несмываемой краской на стены общественных зданий Новосибирска и Академгородка лозунги с протестами против закрытых и несправедливых судов над советскими писателями. После проведённого КГБ следствия был исключён из рядов ВЛКСМ и отчислен из НГУ осенью 1969 г..
После отчисления из университета, учился на токаря в профессионально-техническом училище № 56 г. Омска и получил распределение в экспериментальный цех конструкторского бюро автоматизации нефтепереработки и нефтехимии, где работал по специальности (1970—1972). Одновременно работал актёром и ассистентом режиссёра в Омском театре поэзии Любови Ермолаевой. После неудавшейся попытки восстановиться в НГУ, в 1972 году поступил на математический факультет Омского педагогическиго института и экстерном получил его диплом в 1973 г.. В институте занимался, в основном, по индивидуальной программе с математиком Владимиром Борисовичем Меламедом, который стал его первым научным руководителем. Вместе с ним Александр Горбань опубликовал свою первую научную статью «Некоторые свойства Фредгольмовых аналитических множеств в Банаховых пространствах» в Сибирском математическом журнале.
По окончании института, работал в научной лаборатории при кафедре энергоснабжения электрических железных дорог Омского института инженеров транспорта (1973—1976) под руководством Виктора Петровича Михеева, публиковался в институтских сборниках научных трудов. После конфликта интересов с начальством, уволился по собственному желанию и некоторое время работал ночным сторожем, продолжая заниматься наукой. На протяжении 1976—1978 гг. карьера молодого учёного не могла сложиться из-за политического прошлого. Несколько месяцев работал младшим научным сотрудником в лаборатории кинетики Омского госуниверситета (1976), затем, при содействии своего будущего соавтора Григория Семёновича Яблонского, устраивался в Томский политехнический институт (1977), инженером в Институт катализа СО РАН в Новосибирске (1977—1978) и Институт теоретической и прикладной механики СО РАН в Новосибирске (1978). В 1978 г. переехал в Красноярск по приглашению Валерия Ивановича Быкова, который руководил новой лабораторией математических задач химии в Вычислительном центре СО АН (ВЦК СО АН).
В 1980 г. Александр Николаевич Горбань становится кандидатом физико-математических наук. Организация защиты при такой биографии была делом почти невозможным. Помогли О. А. Ладыженская, М. А. Красносельский и Г. М. Заславский. В 1983 г. Горбань становится старшим научным сотрудником ВЦК СО АН, в 1989 г. — заведующим лаборатории неравновесных систем ВЦК СО АН., в 1990 г. — защищает докторскую диссертацию. В 1995 г. Горбань получает должность заместителя директора института и заведующего отделом вычислительной математики ВЦ СО РАН. Параллельно с занятиями наукой, А. Н. Горбань преподаёт в Красноярском государственном университете на кафедре высшей математики (1981—1991). С 1993 по 2006 год А. Н. Горбань по совместительству возглавляет кафедру нейроЭВМ Красноярского государственного технического университета.
С середины 1990-х А. Н. Горбань получает возможность выезжать за рубеж. По приглашениям работает в математических институтах США и Европы: Математическом институте Клэя (Бостон, США), Курантовском институте математических наук (Нью-Йорк, США), Институте высших научных исследований (IHES, Париж, Франция), Швейцарской высшей технической школе Цюриха (2003—2004), Институте Исаака Ньютона (Кембридж, Великобритания). Во время поездок встречается с давним знакомым Михаилом Александровичем Шубиным, знакомится с известным математиком М. Л. Громовым. В 2004 году Горбань переезжает в Лейстер (Великобритания), где становится профессором и заведующим Центра математического моделирования Лейстерского университета.

## Научная деятельность
Научные увлечения и отношение к научным задачам у А. Н. Горбаня сформировались под влиянием родителей, самостоятельного чтения классических работ, преподавателей ФМШ НГУ (среди которых были А. А. Ляпунов и Г. И. Будкер), старших друзей в ФМШ (Г. Ш. Фридмана), научного руководителя в Омском пединституте Владимира Борисовича Меламеда, руководителя в ОмИИТ Виктора Петровича Михеева. Сам Александр Николаевич Горбань говорит, что «…практически я никогда не был учеником. Я и у Григория Яблонского был тем, кем был, — другом, сотрудником. Я у него многому научился, он — у меня, думаю, тоже. Но это не была аспирантура, а я не был тот, кого учат. По-настоящему я учился как младший ученик только у следующих людей: у Бориса Юрьевича Найдорфа, у Абрама Ильича Фета и у Юрия Борисовича Румера».
Вклад Александра Николаевича Горбаня в науку можно классифицировать по нескольким направлениям: теоретическая физика, механика, функциональный анализ, теория естественного отбора, теория адаптации, нейрокомпьютеры, физическая и химическая кинетика, биоинформатика.
Сам А. Н. Горбань говорит, что «…наука вообще едина, если к ней серьёзно относиться». «Вид с высоты» на научную деятельность и будущее прикладной математики представлен в книге «Демон Дарвина», статьях и публичных лекциях.
В функциональном анализе А. Н. Горбань исследовал свойства аналитического подмножества Фредгольма в пространстве Банаха, сформулировал для него принцип максимума модуля и доказал аналог теоремы Реммерта-Штейна (это часть дипломной работы).
В математической химии А. Н. Горбань исследовал термодинамические свойства химических систем на основе анализа деревьев функций Ляпунова в многограннике балансов. Совместно со своим другом Г. С. Яблонским и его командой разрабатывал методы математического моделирования и анализа этих моделей для кинетики каталитических реакций. Исследовал релаксационные свойства некоторых химических систем и разработал теорию сингулярностей в переходных процессах динамических систем (это его кандидатская диссертация целиком опубликована на английском языке). Разработал метод суммирования путей для решения уравнений химкинетики («Kinetic path summation, multi-sheeted extension of master equation, and evaluation of ergodicity coefficient»). Разработал теорию динамического лимитирования и асимптотологии сетей химических реакций («Asymptotology of chemical reaction networks»), которая, в частности, применялась к моделированию сигнальных биохимических путей и моделированию механизмов микроРНК при регуляции трансляции белков.
В физической и химической кинетике А. Н. Горбань разработал серию методов решения уравнений физической и химической кинетики, основанных на систематическом и конструктивном поиске приближений инвариантных многообразий («Method of invariant manifold for chemical kinetics»). Эта теория нашла многочисленные приложения в построении физически самосогласованной гидродинамики, в моделировании неравновесных потоков, в кинетической теории фононов, в теории редукции моделей в химической кинетике, моделировании жидких полимеров. Разработал новые подходы к использованию метода решёточных уравнений Больцмана, основанные на его термодинамических свойствах («Nonequilibrium entropy limiters in lattice Boltzmann methods»). Разработал математическую модель турбин в открытом потоке и оценил их достижимый КПД. Исследовал общие вопросы геометрической интерпретации термодинамики и общие свойства неклассических энтропий («Entropy: The Markov ordering approach»).
Для исследования эффективности естественного отбора в эволюции разработал теорию специального класса динамических систем с наследованием. Впоследствии обнаружил и теоретически объяснил универсальный феномен адаптации систем в условиях стресса, приводящий в возникновению корреляций и росту дисперсии в многомерном пространстве параметров системы. Разработанный А. Н. Горбанем метод корреляционной адаптометрии применяется как метод диагностики и прогноза в задачах экономики и исследований физиологии человека. («Dynamic and thermodynamic models of adaptation»).
В теории искусственных нейронных сетей разработал высокоэффективные параллелизируемые методы обучения нейронных сетей, основанные на систематическом использовании дуальности их функционирования. Разработал методы извлечения знаний из данных с помощью разреженных нейронных сетей. Доказал теорему об универсальных аппроксимационных свойствах нейронных сетей («Approximation of continuous functions of several variables by an arbitrary nonlinear continuous function of one variable, linear functions, and their superpositions»). Эти подходы нашли многочисленные приложения в существующих экспертных системах (например, охранных системах).
В прикладной статистике разработал метод построения главных многообразий (метод упругих карт, нелинейного варианта метода главных компонент), и их обобщений (главных графов, главных деревьев), основанный на механической аналогии с упругой мембраной. Метод получил многочисленные применения для визуализации и анализа данных в экономике, социологии и биоинформатике («Principal Manifolds for Data Visualization and Dimension Reduction»). А.Н. Горбань, в сотрудничестве с Е.М.Миркесом и другими соавторами, использовал методы машинного обучения для определения психологических характеристик, определяющих предрасположенность к употреблению определённых категорий наркотических веществ («Personality Traits and Drug Consumption. A Story Told by Data»).
В биоинформатике одним из первых применял метод частотных словарей и принцип максимума энтропии для решения задач анализа генетических и аминокислотных последовательностей. Исследовал общие свойства компактных геномов, доказал существование семикластерной структуры генома и применял её для решения задачи de novo идентификации генов в геноме («The mystery of two straight lines in bacterial genome statistics»).

## Педагогическая и научно-организационная деятельность
Александр Николаевич Горбань всегда много работал с учениками. Свой первый спецкурс прочитал в 13 лет. В 1971 г. организовал физико-математическую школу для талантливых детей в Омском пединституте. В Красноярске в 1979 г. включился в работу Красноярской Летней Школы, в которой преподавал 12 сезонов. Из КЛШ вышли многие из студентов и аспирантов Горбаня.
Самостоятельно занялся организацией Организационно-деятельностных игр в 1985 г. В 1986 г. познакомился с Георгием Петровичем Щедровицким и в Красноярске участвовал под его руководством в Игре по проблеме развития. В 1985—1995 гг. провёл три десятка своих игр по всей территории России с участием руководителей, бизнесменов, деятелей науки и культуры. Горбанем были проведены такие игры как «Свободная экономическая зона Ленинградского региона» (Ленинград, 1990), «Критические ситуации при переходе к рыночной экономике» (Красноярск, 1990), «Проблемы русской культуры» (Красноярск, 1991).
В ИВМ СО РАН отвечал за работу с научной молодёжью, организовывал взаимодействие с вузами региона.
Горбань участвовал в создании Красноярского краевого фонда науки и 4 года был заместителем председателя экспертного совета Фонда. Совместно с международной ассоциацией AMSE создал научный журнал «Scientific Siberian» (издано во Франции 18 томов). Создал в КГТУ первую в России кафедру нейроЭВМ и заведовал ею. Проводит ежегодный Всероссийский семинар «Нейроинформатика и её приложения» (является председателем его оргкомитета). Руководил грантами РФФИ, ФЦП «Интеграция», Красноярского краевого фонда науки, подпрограммы «Перспективные информационные технологии» Миннауки, Лондонского математического общества. Являлся членом Научного совета Миннауки по перспективным информационным технологиям и руководителем рабочей группы по нейроинформатике и нейрокомпьютерам. Получал государственную научную стипендию для выдающихся учёных, грант РФФИ на поддержку научных школ. В 2018-2022 руководил мегагрантом  «Масштабируемые сети систем искусственного интеллекта для анализа данных растущей размерности» на базе Нижегородского государственного университета имени Н.И. Лобачевского.
Под руководством Горбаня защитилось 6 докторов наук и более 20 кандидатов наук, а также 14 PhD.

### Книги
- Горбань А. Н. Обход равновесия (уравнения химической кинетики и их термодинамический анализ). — Новосибирск: Наука, 1984. — 226 с.
- Горбань А. Н., Хлебопрос Р. Г. Демон Дарвина. Идея оптимальности и естественный отбор М.: Наука, 1988. — 208 с.
- Горбань А. Н., Россиев Д. А. Нейронные сети на персональном компьютере. — Новосибирск: Наука, 1996. — 276 с.
- Горбань А. Н. Обучение нейронных сетей. М.: СССР-США СП «ПараГраф», 1990. — 160 с. — DOI: 10.13140/RG.2.1.1784.4724
- A.N. Gorban, B.M. Kaganovich, S.P. Filippov, A.V. Keiko, V.A. Shamansky, I.A. Shirkalin, Thermodynamic Equilibria and Extrema: Analysis of Attainability Regions and Partial Equilibria, Springer, Berlin-Heidelberg-New York, 2006.
- Yablonskii G.S., Bykov V.I., Gorban A.N., Elokhin V.I., Kinetic Models of Catalytic Reactions (Comprehensive Chemical Kinetics, V.32, ed. by R.G. Compton), Elsevier, Amsterdam, 1991, 396p.
- Gorban A.N., Karlin I.V. Invariant Manifolds For Physical And Chemical Kinetics. — Springer, Berlin-Heidelberg-New York, 2004. — 516 p.
- Gorban A.N., Kegl B., Wunch D., Zinovyev A. (eds.) Principal Manifolds for Data Visualization and Dimension Reduction, Lecture Notes in Computational Science and Engineering. — Springer, 2008. — Vol. 58. — 340 p.
- Fehrman E., Egan V., Gorban A.N., Levesley J., Mirkers E., Muhammad A.K. Personality Traits and Drug Consumption. A Story Told by Data. — Springer, Cham, 2019. — 174 p. DOI: 10.1007/978-3-030-10442-9 arXiv:2001.06520 [stat.AP]

### Статьи
- Горбань А. Н., Меламед В. Б. (1976) Некоторые свойства Фредгольмовых аналитических множеств в Банаховых пространствах. Сибирский Математический Журнал. т. XVIII, № 3.
- Gorban A.N. (2005) Singularities Of Transition Processes In Dynamical Systems: Qualitative Theory Of Critical Delays. Electronic Journal of Differential Equations, Monograph 05, 2004.
- Gorban A.N., Radulescu O., Zinovyev A.Y., Asymptotology of chemical reaction networks, Chemical Engineering Science 65 (2010) 2310—2324.
- Gorban A.N., Gorban P.A., Judge G., Entropy: The Markov ordering approach, Entropy 12(5) (2010), 1145—1193.
- Gorban A.N., Smirnova E.V., Tyukina T.A., Correlations, risk and crisis: From physiology to finance, Physica A 389 (16) (2010), 3193-3217.
- Gorban A.N., Kinetic path summation, multi-sheeted extension of master equation, and evaluation of ergodicity coefficient, Physica A 390 (2011) 1009—1025.
- Brownlee R.A., Gorban A.N., Levesley J., Nonequilibrium entropy limiters in lattice Boltzmann methods, Physica A 387 (2-3) (2008), 385—406.
- Gorban A.N., Zinovyev A. Y., The mystery of two straight lines in bacterial genome statistics, Bulletin of Mathematical Biology 69 (2007), 2429—2442.
- Gorban A.N., Karlin I.V., Method of invariant manifold for chemical kinetics, Chem. Eng. Sci.. 58, (2003), 4751-4768.
- Gorban A.N., Gorlov A.N., Silantyev V.M., Limits of the turbine efficiency for free fluid flow, Journal of Energy Resources Technology 123 (2001), 311—317.
- Gorban A.N., Approximation of continuous functions of several variables by an arbitrary nonlinear continuous function of one variable, linear functions, and their superpositions, Appl. Math. Lett., Vol. 11 (3) (1998), 45-49.
- Бугаенко Н. Н., Горбань А. Н., Садовский М. Г. Об определении количества информации в нуклеотидных последовательностях. // Мол. биология, 1996. — Т. 30. — Вып. 3. — С. 529—541.
- A.N. Gorban, I.V. Karlin, Geometry of irreversibility: The film of nonequilibrium states. http://arxiv.org/abs/cond-mat/0308331
- A.N.Gorban. Selection Theorem for Systems With Inheritance. Math. Model. Nat. Phenom. Vol. 2, No. 4, 2007, pp. 1–45.
- Gorban A.N., Tyukina T.A., Pokidysheva L.I., Smirnova E.V., Dynamic and thermodynamic models of adaptation. Physics of Life Reviews Vol. 37, 2021, pp. 17–64